# Pedicia contermina
Pedicia contermina är en tvåvingeart som beskrevs av Walker 1848. Pedicia contermina ingår i släktet Pedicia och familjen hårögonharkrankar. Inga underarter finns listade i Catalogue of Life.